# Stadtprozelten
Stadtprozelten er en by i Landkreis Miltenberg i Regierungsbezirk Unterfranken i den tyske delstat Bayern. Den er hjemsted for Verwaltungsgemeinschaft Stadtprozelten.

## Geografi
Stadtprozelten ligger ved den sydlige ende af Spessart ved floden Main midt på den sydlige side af den såkaldte Mainviereck. På Mains modsatte bred i delstaten Baden-Württemberg ligge Monfeld der er en landsby i byen Wertheims område.
Landsbyen Neuenbuch ligger 2 km nord for byen.

## Historie
Stadtprozelten nævntes første gang i 1287. Det tidliger amt i Kurmainz blev i 1803 en del af Fyrstedømmet Aschaffenburg og kom i 1814 under Bayern. Den nuværende kommune blev dannet i 1818.